# Back at the Chicken Shack
Albums de Jimmy Smith
Midnight Special
(1960) Straight Life
(1961)
Back at the Chicken Shack est un album de Jimmy Smith, sorti en 1960.

## L'album
Il atteint la 14e place du Billboard 200 en 1963 et fait partie des 1001 albums qu'il faut avoir écoutés dans sa vie. 

### Titres
1. Back at the Chicken Shack (Jimmy Smith) (8:01)
2. When I Grow Too Old to Dream (Oscar Hammerstein II, Sigmund Romberg) (9:54)
3. Minor Chant (Stanley Turrentine) (7:30)
4. Messy Bessie (Smith) (12:25)
5. On the Sunny Side of the Street (Dorothy Fields, Jimmy McHugh) (5:45) (Uniquement dans l'enregistrement CD)

### Musiciens
- Jimmy Smith : orgue
- Kenny Burrell : guitare
- Stanley Turrentine : saxophone ténor
- Donald Bailey : batterie